# Аку
Аку — палеовулкан, памятник природы регионального значения.

## Описание
Аку представляет собой караваеобразный изометричный купол с диаметром основания 800 м, высотой 140 м над водораздельным пространством Каларского хребта. Приурочен к мощной зоне смятия молодого разлома восточно-северо-восточного простирания, совпадающего с осевой частью хребта. Абсолютная отметка вершины вулканического аппарата 1986 м, Аку расположен в пределах базальтового плато в истоках рек Сыни, Туруктак и Аку. Образовался в постмаксимальную фазу сартанского оледенения 13—15 тыс. лет назад в подледных условиях. По В.П. Солоненко — сомма Аку. По Ф.М. Ступаку — раннечетвертичный вулкан Туруктак.
На уплощенной вершине купола редкие ледниковые валуны гранитов без следов термического воздействия. По форме похож на остро вершинные вулканы острова Исландия, образовавшиеся под ледниковым щитом. Сыпучая гряда перемешанного моренного (песок, гравий, галька и валуны) и пирокластического (шлаки, туфы, бомбы, лепешки лав терракотового цвета) материала в виде полукольца высотой до 80 м аккумулировалась по южному контуру «каравая» в пространстве между льдом и куполом. Лавовый поток плитчатых базальтов, излившихся на запад в вершину долины реки Сыни, с поверхности несет следы ледникового воздействия и местами слегка присыпан валунами ледникового гранита. Ближе к куполу на поверхности залегают конгломераты — спекшаяся смесь терригенных и вулканогенных пород с сильно обоженными гранитными валунами. В днище вершинного ледникового кара располагается озеро Аку. Ф.М. Ступак считает ледниковый кар воронкой взрыва (эксплозивный кратер Аку). В последнюю фазу пароксизма вулкана под северо-восточным основанием купола, на юго-восточной окраине озера сформировалась гряда пемзовидных шлаков и игнимбритов высотой до 10—15 метров. Исключительная сохранность вулканических построек гряды указывает, что она образовалась в постледниковье (в голоцене).